# Flora of South Australia
Flora of South Australia (abreviado Fl. S. Austral. o Fl. S. Austral. (J.M. Black)) es una revista ilustrada con descripciones botánicas que fue editada por el botánico escocés que emigra a Australia en 1877; que documentaría e ilustraría miles de especímenes de la flora del sur de Australia a principios del siglo XX, John McConnell Black. Fue publicada en los años 1922-1929.
The Flora of South Australia  publicada en cuatro partes,  describe 2430 especies, tanto nativas como naturalizadas. Será indispensable para botánicos de todo lo concerniente con la vegetación de las regiones áridas en los contiguos Estados. Efectúa una edición revisada en 1939 y trabaja arduamente en los siguientes doce años, publicando la parte 1 en 1943, y la 2 en 1948.  Y la parte 3 la realiza muy cerca de su deceso.